# Nonce Louis Romanetti
Nonce Louis Romanetti (Calcatoggio, 25 luglio 1882 – Lava, 25 aprile 1926) è stato un criminale francese.

## Biografia
Nato a Calcatoggio, in Corsica, nel 1882, venne condannato per aver dato un colpo di lama e venne di nuovo condannato per lo stesso motivo nel 1913, quindi si diede alla macchia, controllando la zona di Cinarca e tutto il territorio fino al Col de Vizzavona, presentandosi alla stampa come le roi du maquis.
La notte del 25 aprile 1926 venne ucciso sulla strada per Lava, frazione di Alata, forse a causa di un regolamento di conti.